# Jerzy Muszyński (matematyk)
Jerzy Muszyński (ur. 1931, zm. 19 lipca 2008) – polski matematyk, profesor doktor habilitowany Wydziału Matematyki i Nauk Informacyjnych Politechniki Warszawskiej.

## Życiorys
Profesor doktor habilitowany Jerzy Muszyński specjalizował się w analizie matematycznej i równaniach różniczkowych, od 1977 profesor nadzwyczajny, w latach 1985–1987 był dziekanem Wydziału Fizyki Technicznej i Matematyki Stosowanej Politechniki Warszawskiej. Od 1987 do 1996 pełnił funkcję dyrektora Instytutu Matematyki, w latach 1993–1999 był wiceprezesem Polskiego Towarzystwa Matematycznego. W 2006 został uhonorowany Odznaką Zasłużonego dla Politechniki Warszawskiej.
Pochowany na cmentarzu Powązkowskim w Warszawie (kw. 249, rząd IV, grób 14/15).

## Publikacje

### Podręczniki
- Zbiór zadań z matematyki (współautor Tadeusz Kowalski) (1984/2016);
- Matematyka (współautor Mieczysław Jeżewski) (1975/1980);
- Zbiór zadań z matematyki (współautor Tadeusz Kowalski) (2000/2007);
- Matematyka (praca zbiorowa pod redakcją Katarzyny Litewskiej) (1989/1997);
- Matematyka (współautor Mieczysław Jeżewski) (1977/1980);
- Matematyka (współautor Mieczysław Jeżewski) (1976/1979);
- Analiza matematyczna (2000/2002);
- Analiza matematyczna (2000)[4].

### Publicystyka
- Sierpniowy zamach stanu w Związku Radzieckim (1991).